# Prometeominis
Els prometeominis (Prometheomyini) són una tribu de rosegadors de la família dels cricètids. L'únic representant vivent d'aquest grup és Prometheomys schaposchnikowi, oriünd del Caucas i algunes serralades properes. El gènere extint Stachomys, en canvi, tenia una distribució que s'estenia des de Polònia a l'oest fins als Urals a l'est. Es tracta d'arvicolins de mida mitjana i una fesomia similar a la dels ondatrinis.